# ایب باروز
اِیب باروز (انگلیسی: Abe Burrows؛ ۱۸ دسامبر ۱۹۱۰ – ۱۷ مهٔ ۱۹۸۵) طنزپرداز، نویسنده، آهنگساز و کارگردان رادیو و تئاتر اهل ایالات متحده آمریکا بود.
از فیلم‌ها یا مجموعه‌های تلویزیونی که وی در آن‌ها نقش داشته است می‌توان به جوراب ابریشمی اشاره نمود.
وی همچنین برندهٔ جوایزی همچون جایزه تونی و جایزه پولیتزر برای نمایش‌نامه شده است.